# 창정 3A

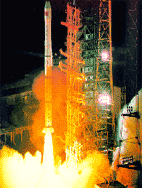

창정 3A는 중국의 창정 로켓 시리즈의 우주발사체이다.

## 역사
1994년 2월 8일 최초 발사했다. 2019년 현재 사용중이며 모두 27회 발사해서 27회 모두 성공했다.
창정 3A의 1단 옆에, 추력 75톤 액체연료 부스터 4개를 붙인 게 창정 3B이다.